# Runo Löwenmo
Kämpe Runo Joakim Löwenmo, född 20 september 1914 i Västra Sallerups församling, död 24 december 1996 i Södra Mellby församling, var en svensk landskapsarkitekt och författare.

## Biografi
Runo Löwenmo utbildades i Wien och Berlin. Efter andra världskriget arbetade han i England och Tyskland med att återskapa förstörd natur. Han gifte sig 1952 och hade två söner. 

## Offentlig gärning
Runo Löwenmo utgav flera böcker om odlade växter och om träd; några har översatts till mer än tio språk. Han var ledamot av Skånska Akademien och bidrog med artiklar och bokkapitel i litteratur om Skåne.
Han var den främste förkämpen för att exotiska trädslag inte skulle utrotas från Stenshuvuds nationalpark. På en fastighet känd som ”Skogshyddan” vid havet sydost om Kivik anlade han på 1960‑talet en samling av planterade utländska träd.